# Disclosure (álbum de The Gathering)
Disclosure es el décimo álbum de estudio de la banda neerlandesa de rock alternativo The Gathering, y el segundo con la vocalista noruega Silje Wergeland, luego de "The West Pole" (2009).
Sus fechas oficiales de salida fueron el 12 de septiembre de 2012 en Europa y el 25 de septiembre de 2012 en Estados Unidos, y una vez más fue editado bajo el propio sello discográfico de la banda, Psychonaut Records. 
Paralelo a este disco se lanzó al mercado el EP especial "Afterlights", trabajo que solo estará disponible en vinilo y que contiene versiones alternativas de algunos temas de "Disclosure".
El álbum presenta el sonido y estilo distintivos en The Gathering. Sin embargo según el tecladista Frank Boeijen, "Disclosure es el paisaje sonoro más personal que la banda haya hecho nunca, tanto lírica como musicalmente (...)"."El álbum es un gran matrimonio entre sonidos electrónicos y orgánicos, y tiene una amplia gama de temas coloridos. Con canciones largas y épicas, nos quedamos cerca de nosotros mismos. Estamos muy orgullosos de este álbum que es un reflejo de lo que mejor sabemos hacer, y nuestro afán de experimentación. Cada banda dice lo mismo acerca de su nuevo álbum, pero creemos que hemos hecho nuestro mejor álbum". 
En esencia, posee un matiz melancólico y oscuro, con una notable mezcla de elementos de metal gótico, música electrónica y rock progresivo.
El 16 de mayo de 2011, la banda publicó su sencillo y vídeo "Heroes For Ghosts"  (balada de más de diez minutos de duración e incluida en este álbum) en su página en Bandcamp.com , como parte de la promoción de su tour por Suramérica realizada ese mismo año.
El arte gráfico de la portada (bastante peculiar y simbólico) fue creado a mano por el artista chileno Carlos Vergara Rivera y, según Frank Boeijen, está inspirado en dicha canción. 
El segundo sencillo fue "Meltdown", lanzado el 29 de mayo de 2012, el cual apareció en el sitio web de la banda.

## Lista de canciones
| N.º | Título                 | Duración |  |
| 1.  | «Paper Waves»          | 5:32     |  |
| 2.  | «Meltdown»             | 7:56     |  |
| 3.  | «Paralyzed»            | 5:04     |  |
| 4.  | «Heroes For Ghosts»    | 10:42    |  |
| 5.  | «Gemini I»             | 4:55     |  |
| 6.  | «Missing Seasons»      | 3:26     |  |
| 7.  | «I Can See Four Miles» | 9:04     |  |
| 8.  | «Gemini II»            | 5:03     |  |

## Créditos
- Silje Wergeland – vocales
- René Rutten - guitarras/flauta
- Marjolein Kooijman - bajo
- Hans Rutten - batería
- Frank Boeijen - teclados

### Músicos invitados
- Jos van den Dungen - violín y viola
- Noel Hofman – trompeta

### Producción e Ingeniería
- Música: Frank Boeijen / René Rutten
- Letras de canciones: Silje Wergeland / Frank Boeijen
- Producción: René Rutten
- Batería grabada en el estudio móvil Studio 2 de Studio Bizz, Montreal, Canadá
- Diseño: René Rutten
- Voz de Silje grabada en Conclave & Earshot Studios, Bergen, Noruega
- Ingeniería: Arve Isdal
- Grabaciones adicionales en Studio 2
- Mezcla: Guido Aalbers en GieSound, Soest, Países Bajos
- Masterizado: Paul Matthijs Lombert en The Factory Mastering, Eindhoven, Países Bajos